# Chiesa di Santa Maria Stella (in Borgo San Pietro)
La chiesa di Santa Maria Stella o chiesa di Santa Maria della Stella era un luogo di culto cattolico di Crema che sorgeva nel quartiere Borgo San Pietro in funzione dell'Ospedale degli esposti e dei mendicanti. Una volta abbandonato il sito, nel XIX secolo fu allestita un'altra chiesa con il medesimo nome in via Civerchi.

## La prima chiesa
Le origini della chiesa collocata nel Borgo San Pietro parrebbero antiche, probabilmente antecedenti all'assedio di Crema del 1160 e secondo lo Zavaglio già all'epoca era affiancata da un ospizio per accogliere bambini abbandonati; di questa chiesa non sono note le caratteristiche, salvo che fosse provvista di fonte battesimale. Sempre secondo lo Zavaglio il nome deriverebbe dall'usanza di cucire una piccola stella sugli abiti dei bambini quale contrassegno della loro condizione.

## La seconda chiesa

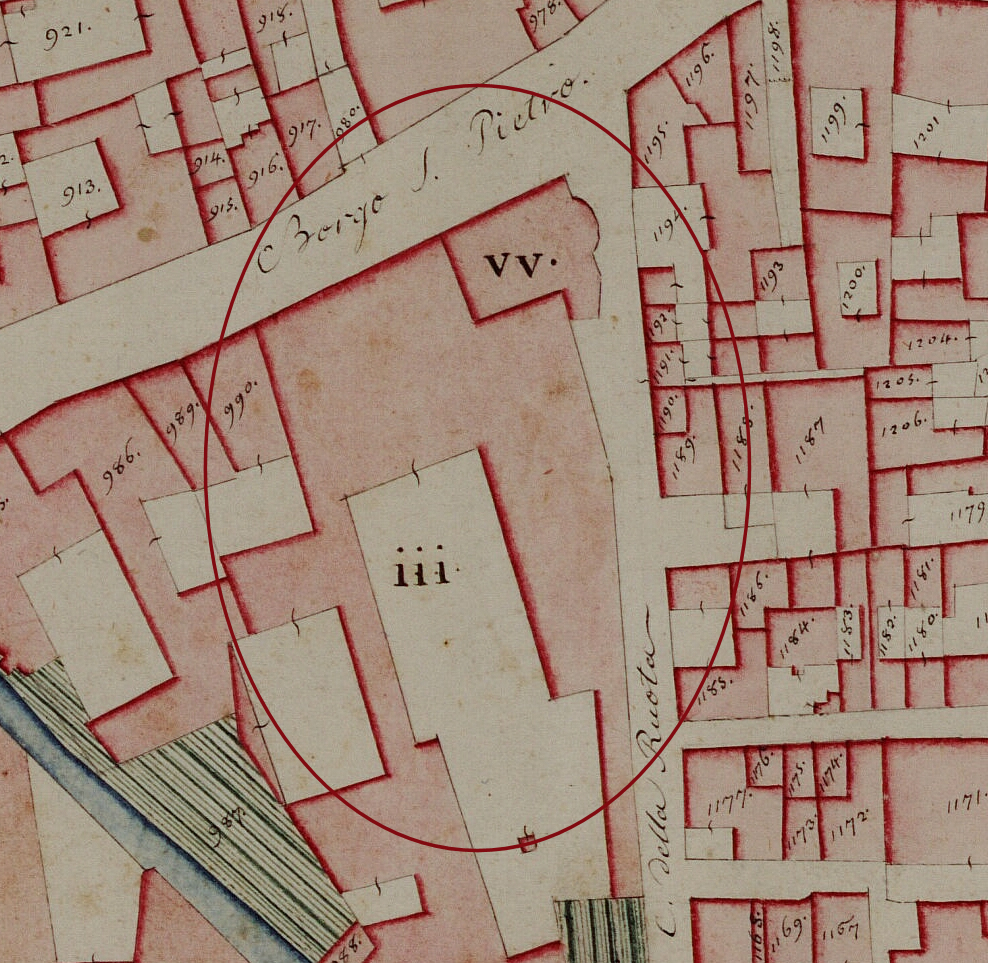
Estratto della "Mappa originale del Comune censuario di Crema città", anno 1814, conservata presso l'Archivio di Stato di Milano; è stato cerchiato l'Ospedale degli esposti e dei mendicanti e la chiesa di Santa Maria Stella, all'angolo tra la Contrada Borgo San Pietro e la Contrada della Ruota

A partire dall'anno 1481 iniziò la costruzione del nuovo ospedale su iniziativa del Gran Consiglio, il massimo organo amministrativo della città, e i lavori si conclusero nel 1537 prendendo il nome di Venerando Ospedale Grande di Santa Maria Stella; venne ricostruita anche la chiesa inaugurata nel 1587 collocata esternamente all'ospedale ma accessibile anche dall'interno all'angolo tra via Borgo San Pietro e via della Ruota. In uno schizzo del 1834 dell'ingegner Luigi Massari la si intravede nelle sue forme rinascimentali.
Necessitando di maggiori spazi, l'amministrazione dell'Ospedale acquistò da Erminia Frecavalli l'ex palazzo Benzoni-Frecavalli in via Civerchi per trasferirvi l'istituzione e presso il quale fu ricavato un nuovo oratorio con il medesimo titolo. Il sito di Borgo San Pietro, acquisito al patrimonio comunale, fu trasformato in caserma assorbendo anche la chiesa, quindi dopo alcuni passaggi di proprietà e il ritorno al demanio comunale il complesso fu demolito prima del 1889.

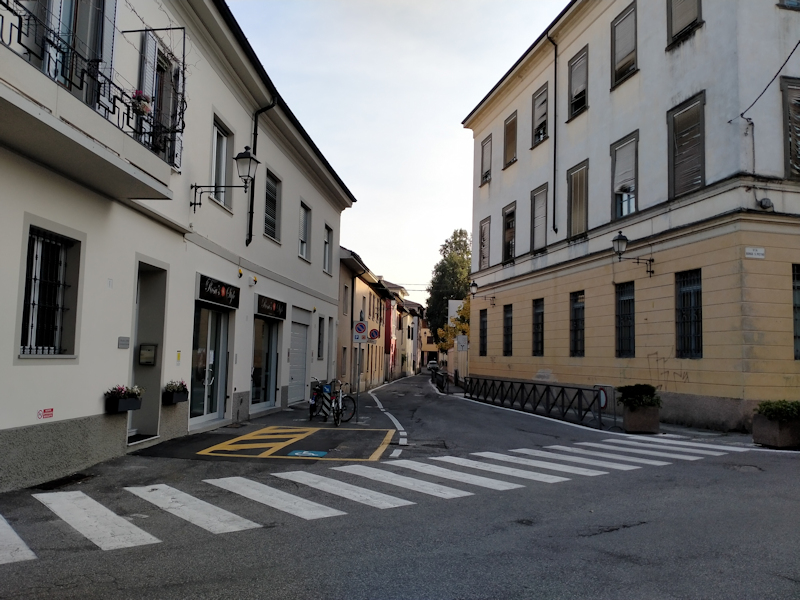
L'imbocco di via della Ruota da via Borgo San Pietro. Proprio a destra, dove si vede l'angolo dell'edificio che ospita la scuola primaria, sorgeva la chiesa

Sull'area dell'ex ospedale su progetto dell'ingegnere comunale Amos Coroneo fu quindi elevato un nuovo edificio per ospitarvi le Scuole elementari maschili e la Scuola Normale. Oggi vi ha sede la scuola primaria statale di Borgo San Pietro e la segreteria dell'Istituto comprensivo Crema Uno.